# Upsilon Pegasi
Upsilon Pegasi (La tinh hóa từ υ Pegasi, tên viết tắt là Ups Peg, υ Peg), tên chính thức là Alkarab /ˈælkəræb/,, là tên của một ngôi sao nằm trong một chòm sao phương bắc bắc tên là Phi Mã. Cấp sao biểu kiến của nó là 4,40, nghĩa là ta có thể nhìn thấy nó bằng mắt thường. Để nhìn thấy ngôi sao này bằng mắt thường và rõ nhất thì ta phải ở khu vực có điều kiện thời tiết tốt cũng như ở nơi có độ ô nhiễm ánh sáng ở mức thấp nhất, tức là cách xa thành thị. Giá trị thị sai là 19,14 mas, tức là khoảng cách xấp xỉ giữa nó với chúng ta là khoảng 170,4 năm ánh sáng.

## Tên gọi
Upsilon Pegasi là tên được La tinh hóa từ υ Pegasi theo như định danh Bayer cho tên của các ngôi sao.
Tên truyền thống của nó trong tiếng Ả rập là Al Karab (nghĩa là "dây thừng"). Năm 2016, hiệp hội Thiên văn Quốc tế đã bắt đầu xác định và tiêu chuẩn hóa cho tên các ngôi sao và vào ngày 5 tháng 9 năm 2017, cái tên Alkarab đã được chấp thuận. Sau đó,nó được đưa vào danh sách IAU.

## Thuộc tính
Ngôi sao này có quang phổ thuộc loại F8 III và là một sao khổng lồ có ánh sáng màu vàng trắng.
Độ kim loại của nó là -0,01 (bằng 97,7%của mặt trời). Hiện nó đang di chuyển qua Ngân Hà với vận tốc 50 km/s so với mặt trời. Khoảng cách của nó với tâm Ngân Hà là khoảng giữa 18600 đến 26300 năm ánh sáng.

## Dữ liệu hiện tại
Theo như quan sát, đây là ngôi sao nằm trong chòm sao Phi Mã và dưới đây là một số dữ liệu khác:
Xích kinh 23h 25m 22.78350s
Xích vĩ 23° 24′ 14.7606″
Cấp sao biểu kiến 4.40
Cấp sao tuyệt đối 0.83
Vận tốc xuyên tâm 8.59 km/s
Loại quang phổ F8III
Giá trị thị sai 19,14 +/- 0,18